# Ophiomyia quarta
Ophiomyia quarta är en tvåvingeart som beskrevs av Spencer 1969. Ophiomyia quarta ingår i släktet Ophiomyia och familjen minerarflugor.
Artens utbredningsområde är British Columbia. Inga underarter finns listade i Catalogue of Life.